# Steve Waring
Steve Waring est un compositeur-interprète franco-américain né le 16 octobre 1943 à Abington en Pennsylvanie.

## Biographie
Enfant, il avait pour références musicales le blues et les musiques traditionnelles (Big Bill Broonzy, Dave Van Ronk, Brownie McGhee, Leadbelly...). Arrivé à Paris en 1965, il est un des pionniers de la guitare acoustique américaine en France[réf. nécessaire].
Il enregistre avec le guitariste chanteur Roger Mason le premier disque instrumental de l'hexagone contenant des morceaux réalisés avec la technique du picking.
Il a débuté avec John Wright et Alan Stivell et fut un des piliers du Centre américain, boulevard Raspail, où avaient lieu les « hootenanies » organisées par Lionel Rocheman que fréquentèrent par la suite d'autres grands guitaristes dont Marcel Dadi. Il a participé, plus tard, à la création du folk club Le Bourdon.
Repéré par le label Le Chant du Monde, il enregistre en 1970 un premier disque comprenant des tubes de la chanson folklorique américaine adaptés en français (notamment The cat came back - Le Matou revient), suivi de plusieurs albums pour la collection Spécial Instrumental où il exprime sa virtuosité à la fois au banjo et à la guitare, chaque disque étant accompagné des tablatures.
A la fin des années 1970, il fait la connaissance des musiciens de l'ARFI (Association pour la Recherche d'un Folklore Imaginaire, basée à Lyon), notamment Alain Gibert (alors leader du Marvelous Band), qui deviendra l'arrangeur de presque tous ses albums jusqu'aux années 1990. Sous l'impulsion notamment de Philippe Gavardin, fondateur du label Chevance avant de prendre la tête du Chant du Monde,, il se tourne résolument vers la chanson pour enfants sans pour autant renoncer à un certain avant-gardisme dans ses textes et arrangements.
Il est par ailleurs très engagé dans le secteur de la santé, notamment avec l'association Musique et Santé, avec qui il intervient en pédiatrie et mène des résidences artistiques pour des adolescents hospitalisés.
Il a reçu en novembre 2008 un prix In Honorem de l'Académie Charles-Cros pour l'ensemble de sa carrière à l'occasion de la sortie de son album Le retour du Matou et un Coup de cœur Jeune Public à l'automne 2021 de la même Académie pour 50 ans de scène.
En 2011, son disque Timoléon, dédié à son premier petit-enfant, est sorti en CD chez Victorie Music et en livre-CD aux Éditions des Braques. Il se produisit à la Cité de la musique les 19 et 20 octobre 2011 avec son nouveau spectacle ConcerTimo.

## Discographie
Chez Le Chant du monde :
- 1970 : Steve Waring - USA (réédité en 1981 sous le titre Les Grenouilles)
- 1972 : Spécial Instrumental - Le banjo américain
- 1973 : La Baleine bleue

- 1974 : Ring Dingue Dongue
- 1974 : Spécial Instrumental - La voix (avec Jack Treese)
- 1975 : Spécial Instrumental - Spécial guitare
- 1977 : Le Blues de M. Robert
- 1979 : Spécial Instrumental - Guitare américaine, avec Roger Mason (réédité en 2010 sous le titre Guitar Picking)
- 1980 : La nuit dort le jour (avec le Marvelous Band)
- 1982 : Le Sac à grimaces
- 1987 : 20 chansons (nouvel enregistrement) (réédité en 2000 sous les titres Les Grenouilles et La Baleine bleue)
- 1989 : L'Ogresse
- 1991 : Pouce ! (réédité en 2000 sous le titre Le ramoneur rouge)
- 1993 : Le Colporteur
- 1994 : Histoires à musique
- 1999 : Rond pays

Chez Unidisc :

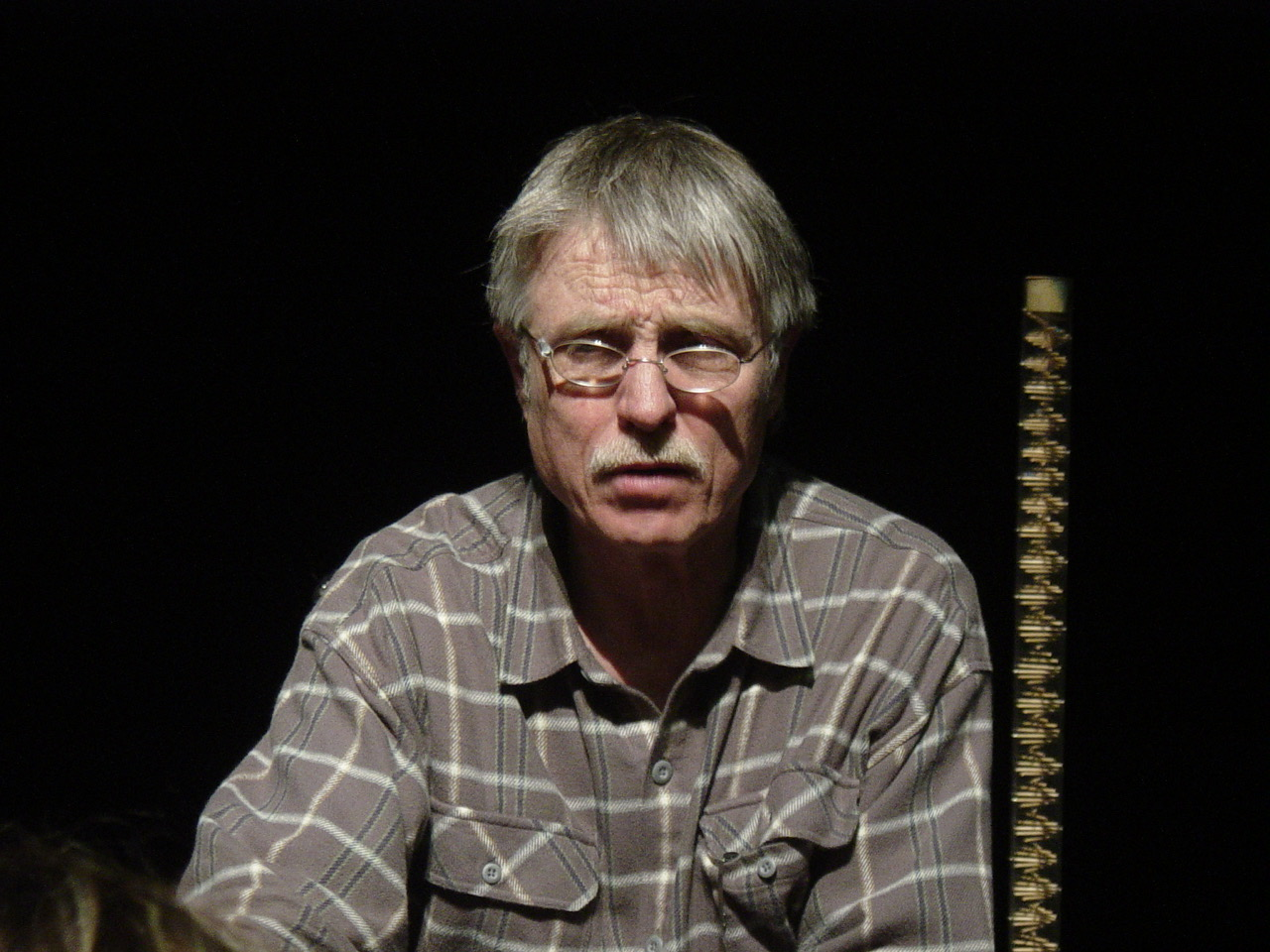
Steve Waring en 2004

- 1993 : Le Roi démonté (opéra pour enfants) (avec Alain Gibert)

Chez RYM Musique :
- 1996 : Il était une chanson
- 1997 : 5 frères dans le puits
- 1998 : Blues
- 2000 : La baleine bleue (en public avec les enfants)
- 2001 : Les Vacances de Woody

Chez Modal Pouce :
- 2004 : Mâcheur de mots

Chez Victorie Music :
- 2008 : Le Retour du Matou
- 2009 : Il était une chanson
- 2010 : Chnoques
- 2011 : Timoléon
- 2013 : La Sorcière
- 2015 : Anaé
- 2017 : 15 little songs
- 2022 : Camille (avec sa fille Alice Waring)

Chez Bisou Records :
- 2012 : Graeme Allwright/Steve Waring en concert (mai 1993)

## Télévision
- 1969 : Au théâtre ce soir : Caroline a disparu de Jean Valmy et André Haguet, mise en scène Jacques-Henri Duval, réalisation Pierre Sabbagh, Théâtre Marigny